# Borboroides doreenae
Borboroides doreenae är en tvåvingeart som beskrevs av Mcalpine 2007. Borboroides doreenae ingår i släktet Borboroides och familjen myllflugor. Inga underarter finns listade i Catalogue of Life.